# Battle Mountain
Battle Mountain è un census-designated place (CDP) degli Stati Uniti, capoluogo della Contea di Lander nello stato del Nevada. Nel censimento del 2000 la popolazione era di 2.871 abitanti.

## Storia
L'area in cui sorge Battle Mountain era in origine abitata dagli Shoshone e dai Paiute del nord e fu esplorata tra il 1820 e il 1830. La zona servì come punto di passaggio per i pionieri che andavano verso ovest seguendo il corso del fiume Hamboldt dal 1845 in poi. Il nome deriva dai racconti di battaglie che avrebbero avuto luogo fra i nativi americani e i pionieri fra gli anni cinquanta e sessanta dell'Ottocento.
Nel 1866 nella zona vennero scoperte delle miniere di rame e la Central Pacific Railroad costruisce una piccola stazione, che quattro anni dopo è diventata un piccolo villaggio, per supportare i minatori di rame ed oro. Nel 1874 il Nevada Legislature scavalca il veto del Governatore per approvare la costruzione di una ferrovia che da Austin arrivasse sino alla città, la linea venne poi completata nel 1880. La ferrovia doveva servire a collegare le miniere d'argento attorno ad Austin con quelle di Battle Mountain, e rimase in uso sino al 1938 quando ad Austin venne abbandonata l'area mineraria.
Il Presidente Ulysses S. Grant parlò a Battle Mountain nel 1879 durante il suo tour di discorsi.
Il Presidente Woodrow Wilson stabilì nella città una colonia indiana a partire dal 1917.
Nel 1919 i minatori indissero uno sciopero che durò dieci giorni.
Nel 2008 un terremoto di magnitudo 6.3 ha colpito il Nord-Est dello stato danneggiando gravemente uno degli edifici storici della città.

## Geografia fisica
Secondo i rilevamenti dell'United States Census Bureau, la località di Battle Mountain si estende su una superficie di 4,7 km², tutti occupati da terre.
Il clima di Battle Mountain è da considerarsi semi-arido (secondo la classificazione dei climi di Köppen).

## Infrastrutture e trasporti

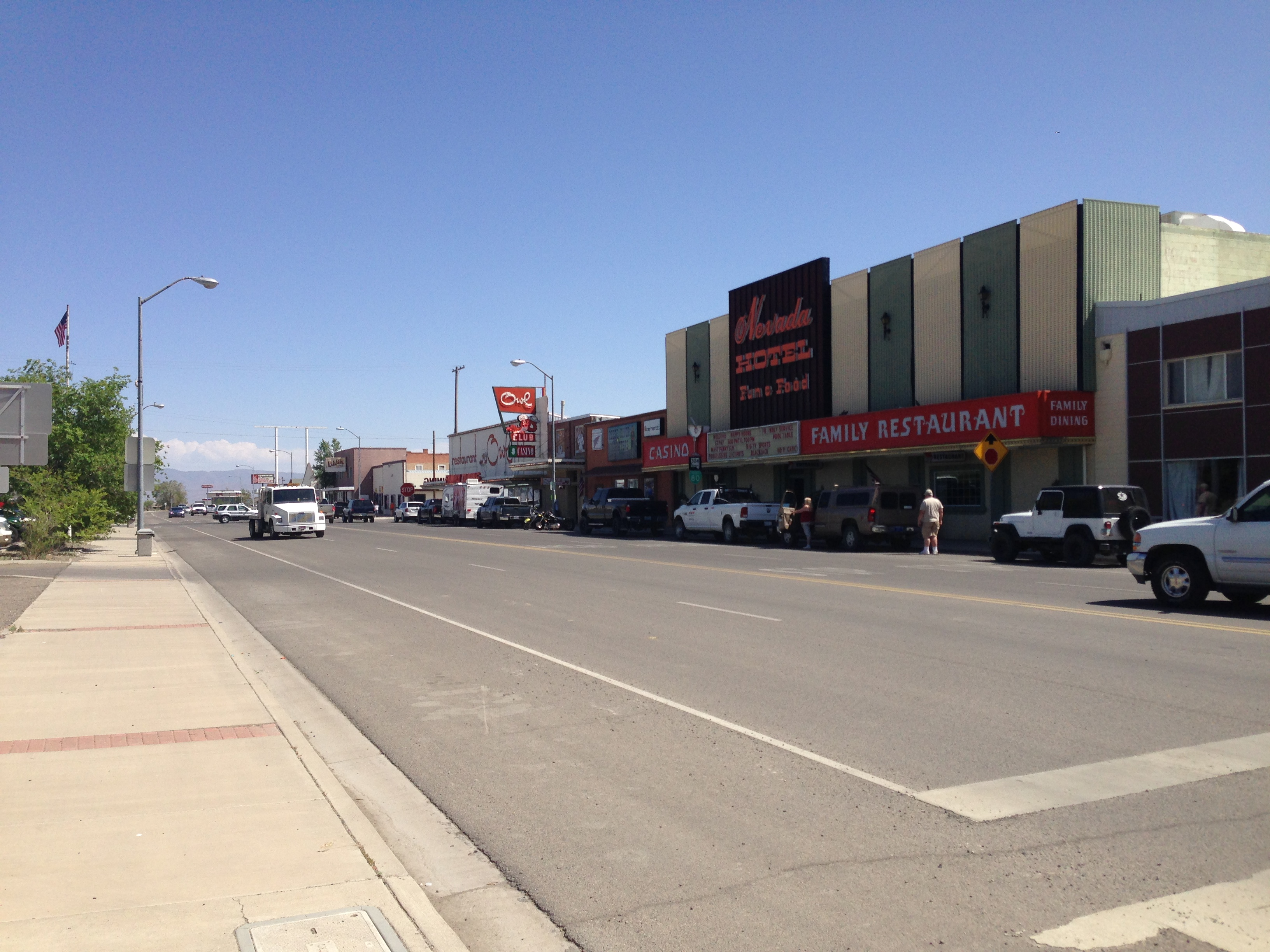
Strada nel centro di Battle Mountain

Battle Mountain è lungo l'Interstate 80 più o meno a metà fra Reno e Salt Lake City.
Dalla città parte la Strada Statale 305 che porta alla città di Austin sempre nel Nevada.
La ferrovia della Union Pacific Railroad passa da Battle Mountain.

## Popolazione
Secondo il censimento del 2000, a Battle Mountain vivevano 2.871 persone, ed erano presenti 839 gruppi familiari. La densità di popolazione era di 613 ab./km². Nel territorio comunale si trovavano 1.231 unità edificate. Per quanto riguarda la composizione etnica degli abitanti, l'81,30% era bianco, lo 0,14% era afroamericano, il 2,54% era nativo, lo 0,49% era asiatico e lo 0,03% proveniva dall'Oceano Pacifico. L'11,81% della popolazione apparteneva ad altre razze e il 3,69% a più di una. La popolazione di ogni razza ispanica corrispondeva al 23,58% degli abitanti.
Per quanto riguarda la suddivisione della popolazione in fasce d'età, il 33,8% era al di sotto dei 18, l'8,1% fra i 18 e i 24, il 29,0% fra i 25 e i 44, il 22,4% fra i 45 e i 64, mentre infine il 6,7% era al di sopra dei 65 anni di età. L'età media della popolazione era di 32 anni. Per ogni 100 donne residenti vivevano 104,4 maschi.